# Padma Subrahmanyam
Padma Subrahmanyam est danseuse indienne.
Elle est une spécialiste du bharata natyam. Elle consacre son énergie créatrice et expressive à créer des danses, dans lesquelles tradition et modernité se marient.
Elle s'est également distinguée par ses travaux d'étude et d’education. Sa thèse sur la corrélation entre le Nâtya-shâstra, un traité de danse et de théâtre du IIIe siècle av. J.-C., et les sculptures des danseurs dans les temples lui permet d’obtenir un doctorat à l’université d'Annamalai.

## Œuvres
- Sá Virahe 8th Ashtapadi
- Legacy of a legend, collection d'articles
- Pravis'A Radhe 21st Ashtapadi

## Distinction
- Prix de la culture asiatique de Fukuoka en 1994